# Debby Applegate
Debby Applegate, née le 1er février 1968 à Eugene dans l'Oregon, est une historienne et biographe américaine. Elle est l'autrice de Madam : The Biography of Polly Adler, Icon of the Jazz Age et The Most Famous Man in America (en), pour lequel elle remporte le prix Pulitzer 2007 de biographie ou de l'autobiographie.
Applegate fréquente l'Amherst College en tant qu'étudiante de premier cycle, où elle commence à être fascinée par le célèbre ancien élève Henry Ward Beecher, un ministre abolitionniste du xixe siècle qui a ensuite fait l'objet d'un scandale sexuel largement médiatisé. Elle fait de Beecher le sujet de sa thèse en études américaines à Yale, où elle obtient un doctorat. Après plusieurs années de recherche, Applegate publie The Most Famous Man in America, qui est salué par la critique et récompensé par le prix Pulitzer. Son deuxième livre, Madam: The Biography of Polly Adler, Icon of the Jazz Age, un récit de la vie et de l'époque de la célèbre gardienne de bordel de Manhattan, Polly Adler, est publié en novembre 2021 après treize ans de recherches approfondies.

## Biographie
Née à Eugene, Oregon, Applegate grandit à Clackamas, Oregon, et est diplômée de la Clackamas High School (en),. Elle est élevée dans ce qu'elle décrit comme un « environnement religieux inhabituel » : sa mère, issue d'une famille mormone, devient ministre de la Nouvelle Pensée, tandis que son père est un catholique irlandais. Elle est diplômée summa cum laude de l'Amherst College en 1989 et est Sterling Fellow à l'Université Yale, où elle obtient un doctorat en études américaines.
Elle enseigne à Yale, à l'Université Wesleyenne et au Marymount Manhattan College. Ses contributions sont publiées dans le Journal of American History et le New York Times.
Applegate est une membre fondatrice de la Biographers International Organization (en) (BIO) et en est la première présidente par intérim en 2009. Elle est actuellement présidente du comité consultatif de la BIO[réf. souhaitée].
Elle est mariée à Bruce Tulgan (en), un écrivain économique qui a écrit entre autres It's Okay To Be The Boss. Ils vivent à New Haven, dans le Connecticut.

## Travaux

### The Most Famous Man in America
En tant qu'étudiante de premier cycle à l'Amherst College, Applegate est chargée de monter une exposition sur un ancien élève célèbre et sélectionne Henry Ward Beecher, un ministre du xixe siècle connu pour ses prédications abolitionnistes et son scandale sexuel largement médiatisé. Applegate le décrit comme « différent de toutes les personnalités religieuses que j'ai jamais vues. J'ai adoré son sens de l'humour très moderne, son irrévérence et son approche joyeuse et œcuménique de la religion et de la vie en général ». Elle fait ensuite de lui le sujet de sa thèse de premier cycle et de sa thèse de doctorat à l'Université de Yale. Après avoir obtenu son diplôme, Applegate signe un contrat d'édition pour écrire une biographie de Beecher.
« J'avais acquis une excellente formation d'historien universitaire, mais je n'avais jamais eu une seule leçon, formelle ou informelle, dans ce nouveau métier que j'avais si allègrement choisi », se souvient plus tard Applegate. Les premiers chapitres d'Applegate sont écrits dans ce qu'elle considère comme une voix trop académique. Ainsi, pour écrire une biographie susceptible d'attirer le public, elle étudie l'écriture fictionnelle, y compris les techniques de suspense et d'écriture pornographique,. « J'ai écrit mon premier livre en passant par essais et erreurs, en utilisant ma collection bricolée d'exemples, d'exercices empruntés et de postulations truquées, pour réaliser l'énorme tâche consistant à façonner un récit intellectuellement et émotionnellement convaincant à partir des détritus dispersés de la vie d'une personne », écrit Applegate dans un essai de 2016 sur le passage d'historien universitaire à biographe populaire. Elle structure le livre qui en résulte comme un thriller psychologique.
Même si elle espère initialement publier le livre lors du scandale Lewinsky de 1998, qui révèle que le président américain Bill Clinton a eu une relation sexuelle avec un stagiaire de la Maison-Blanche, la recherche a pris plusieurs années de plus que ce qu'elle a prévu au départ,. Le livre est finalement sorti en 2006 chez Doubleday.

#### Réception
The Most Famous Man in America se vend bien et est salué par la critique. NPR le sélectionne comme l'un des meilleurs livres de non-fiction de l'année, déclarant que le livre « convainc les lecteurs de la véracité de ce titre fanfaron ». Kirkus Reviews le qualifie de « biographie magnifiquement écrite de l'un des prédicateurs les plus connus d'Amérique. ... Un récit exceptionnellement approfondi et réfléchi d'une carrière spectaculaire qui a contribué à façonner et à refléter les préoccupations nationales avant, pendant et après la guerre civile. ». Publishers Weekly écrit que « cette évaluation de Beecher est judicieuse et critique. Applegate donne un récit perspicace. ». Dans une critique pour le Boston Globe, Katherine A. Powers qualifie le livre de « histoire fantastique avec une touche romanesque et une pénétration dans les motivations et les opportunités en constante évolution de ses nombreux acteurs. ». Michael Kazin (en), critiquant le livre pour le New York Times, déclare que les écrits d'Applegate « perdent parfois de leur force dans un fouillis de détails personnels », mais conclue que le livre est une « biographie digne de son sujet ».
Le 16 avril 2007, le livre est annoncé comme lauréat du prix Pulitzer de biographie ou d'autobiographie. Applegate déclare à propos de sa victoire : « La moitié est juste de la chance... S'il était sorti il y a quatre ans, je ne pense pas que le climat y serait prêt. L'intersection de la droite religieuse et de la politique est très importante maintenant. ».

### Madam: The Biography of Polly Adler, Icon of the Jazz Age
Le deuxième livre d'Applegate est une biographie de Polly Adler, la célèbre gardienne de bordel de l'ère de la Prohibition à New York, dont les mémoires de 1953, A House is Not a Home, sont devenues un best-seller du New York Times et un film de 1963 avec Shelley Winters. La décision d'écrire le livre est intervenue après une année de recherche sur l'histoire culturelle de la ville de New York des années 1920, au cours de laquelle Applegate découvre les mémoires d'Adler et en devient fasciné. « En me promenant innocemment dans les rayons d'une bibliothèque, je suis tombé sur un autre grand personnage américain envoûtant - une dame autrefois tristement célèbre mais désormais oubliée nommée Polly Adler », écrit Applegate dans un essai honorant le centenaire des prix Pulitzer. « Avant de m'en rendre compte, j'avais signé un autre contrat et j'étais retourné dans le marais. ». Applegate travaille sur le livre pendant treize ans, en s'appuyant notamment sur les papiers personnels restants de Polly Adler et les cahiers de la prête plume d'Adler, Virginia Faulkner (en).

#### Réception,
Madam: The Biography of Polly Adler, Icon of the Jazz Age est publiée par Doubleday en novembre 2021, avec des critiques élogieuses. John Dickerson de CBS News Sunday Morning appelle Madam : « Une biographie qui est aussi une histoire de l'Amérique, faisant irruption dans l'ère moderne, avec de nouveaux rôles pour les femmes, de nouvelles règles pour les couples et des fêtes qui se déroulaient dans les pièces du couloir. ». Dans le magazine New York, Chris Bonanos le qualifie de « livre extrêmement digressif de la meilleure façon possible : vous rencontrez beaucoup de gangsters et de gros joueurs dans le New York d'Adler, et ils croisent la route de romanciers, d'artistes, de boxeurs professionnels et de temps en temps, un maire ou un Rockefeller ». Dans le New York Times, la critique Paulina Bren écrit : « Remplie de récits sur les nombreuses batailles judiciaires de Polly, les gros titres des journaux, les affaires de gangsters et les ragots de la société, « Madame » est une histoire haletante racontée grâce à des recherches extraordinaires. En effet, le rythme effréné du livre d’Applegate donne parfois envie au lecteur de sortir un drapeau blanc et de lui faire signe de se rendre – la suppliant de ralentir ».